# NHOcFlu Rio Solimões (H-14)
O NHOcFlu Rio Solimões (H-14) é um navio hidrográfico de aviso fluvial da classe Rio Tocantins, pertencente à Marinha do Brasil. Seu nome é em homenagem ao rio de mesmo nome. Foi encomendado em 26 de maio 2011 para suprir a vaga deixada pela aposentadoria da classe Paraibano. Teve sua quilha batida em 12 de março de 2012, sendo batizado e comissionado em 4 junho de 2013. Atualmente encontra-se em serviço ativo.